# Grønlands flag
Grønlands flag kaldes Aappalaartorput, hvormed menes vort flag. Symbolet er den opgående sol over isen, der står for lyset og varmens tilbagevenden ved midsommer. Farverne er tværdelt af hvidt og rødt med en mod standeren forskudt kugle i modsatte farver, der skal vise tilknytningen til Danmark og Norden.
Det grønlandske flag blev hejst første gang den 21. juni 1985, der er Grønlands nationaldag. Flaget er tegnet af den grønlandske maler og grafiker, tidligere landsstyremedlem Thue Christiansen (1940-2022). Thue Christiansen har selv forklaret symbolismen ved at sige, at farven hvid symboliserer indlandsisen, mens Grønlands utallige fjorde er repræsenteret ved den røde del af cirklen. Farven rød symboliserer havet, og den hvide del af cirklen isbjergene og pakisen. Den røde og hvide del af cirklen symboliserer samtidig den op- og nedgående sol, der står for lyset og varmens tilbagevenden ved midsommer. Farverne rød og hvid er de samme som findes i Dannebrog. Dermed symboliserer flaget samtidig tilknytningen til Danmark.
De første seriøse forslag til et grønlandsk flag blev fremsat i 1973, hvor en række personer foreslog et flag med farverne grøn, hvid og blå. Dette inspirerede andre til at fremlægge deres forslag, og i 1974 offentliggjorde den grønlandske avis Atuagagdliutit/Grønlandsposten 11 forslag. Af disse indgik korset fra de øvrige nordiske flag i de 10. Grønlands Hjemmestyre organiserede i 1980 en konkurrence om det grønlandske flag, hvor der blev indsendt 555 forslag. Af disse kom 293 fra Grønland, men landsstyret (regeringen) var ude af stand til at nå til enighed om flagets udseende.
Efterfølgende inviteredes en række kunstnere til at fremsætte forslag til flaget. Ved Landstingets endelige stillingtagen stemte 14 af Landstingets medlemmer for det røde og hvide flag med cirklen, mens 11 foretrak et skandinavisk korsflag med farverne grøn og hvid. Efter afgørelsen var mange utilfredse med at valget var faldet på et flag uden det skandinaviske kors. En utilfredshed, der er glemt i dag, hvor befolkningen er stolte af deres flag, der er bredt respekteret og bruges af hele befolkningen, også danske og skandinaviske tilflyttere, side om side med Dannebrog.
Sven-Erik Hendriksen, Greenland Art Review har i Atuagagdliutit/Grønlandsposten anklaget Thue Christiansen for at have plagieret standeren for Hjortshøj-Egå Idrætsforenings Rosport, som bortset fra formen er identisk med det grønlandske flag. Både Grønlands Hjemmestyre og HEI Rosport er klar over dette sammenfald, og roklubben har givet lov til brug af deres stander.
Roklubben blev etableret i 1969 som en afdeling af Hjortshøj Egå Idrætsforening, og den daværende næstformand Nick Larsen tegnede da standeren til klubben. Da Grønland havde besluttet sig for et ens udseende flag ringede landsstyreformand Jonathan Motzfeldt da også privat til Nick Larsen for at forklare sig. Roklubbens stander kan ses på klubbens hjemmeside og Facebookside.